# Apus barbatus
Il rondone africano (Apus barbatus Sclater, 1866) è un uccello della famiglia degli Apodidi. Questa specie è presente in modo frammentato nell'Africa subsahariana, principalmente nell'Africa orientale e meridionale e in Madagascar.